# Constituição de Timor-Leste
A Constituição de Timor-Leste entrou em vigor em 20 de maio de 2002.

## História
Foi a primeira constituição do país, depois de o povo timorense ter conquistado a independência de Portugal, em 1975, e da Indonésia, que invadiu Timor-Leste em 7 de dezembro de 1975 e saiu em 1999, após um referendo patrocinado pela ONU.
Foi elaborada e aprovada por uma Assembleia Nacional Constituinte de Timor-Leste, eleita para esse fim em 2001.
Em conformidade com o regulamento da Administração de Transição das Nações Unidas em Timor-Leste (UNTAET), a constituição não carecia de ser objeto de um referendo, tendo entrado automaticamente em vigor na data da independência de Timor-Leste, depois da sua aprovação pela assembleia constituinte.

## Preâmbulo
A literatura do preâmbulo apresenta o texto constitucional e referencia o processo de independencia do País.
| “ | A independência de Timor-Leste, proclamada pela Frente Revolucionária do Timor-Leste Independente (FRETILIN) em 28 de Novembro de 1975, vê-se internacionalmente reconhecida a 20 de Maio de 2002, uma vez concretizada a libertação do povo timorense da colonização e da ocupação ilegal da Pátria Maubere por potências estrangeiras. A elaboração e adopção da Constituição da República Democrática de Timor Leste culmina a secular resistência do povo timorense, intensificada com a invasão de 7 de Dezembro de 1975. A luta travada contra o inimigo, inicialmente sob a liderança da FRETILIN, deu lugar a formas mais abrangentes de participação política, com a criação sucessiva do Conselho Nacional de Resistência Maubere (CNRM), em 1987, e do Conselho Nacional de Resistência Timorense (CNRT), em 1998. A Resistência desdobrou-se em três frentes. A frente armada foi protagonizada pelas gloriosas Forças Armadas de Libertação Nacional de Timor-Leste (FALINTIL), cuja gesta histórica cabe exaltar. A acção da frente clandestina, astutamente desencadeada em território hostil, envolveu o sacrifício de milhares de vidas de mulheres e homens, em especial jovens, que lutaram com abnegação em prol da liberdade e independência. A frente diplomática, conjugadamente desenvolvida em todo o Mundo, permitiu abrir caminho para a libertação definitiva. Na sua vertente cultural e humana, a Igreja Católica em Timor-Leste sempre soube assumir com dignidade o sofrimento de todo o Povo, colocando-se ao seu lado na defesa dos seus mais elementares direitos. Esta Constituição representa, finalmente, uma sentida homenagem a todos os mártires da Pátria. Assim, os Deputados da Assembleia Constituinte, legítimos representantes do Povo eleitos a 30 de Agosto de 2001, Alicerçados ainda no acto referendário de 30 de Agosto de 1999, que, concretizado sob os auspícios da Organização das Nações Unidas, confirmou a vontade autodeterminada de independência; Plenamente conscientes da necessidade de se erigir uma cultura democrática e institucional própria de um Estado de Direito onde o respeito pela Constituição, pelas leis e pelas instituições democraticamente eleitas sejam a sua base inquestionável; Interpretando o profundo sentimento, as aspirações e a fé em Deus do povo de Timor-Leste; Reafirmam solenemente a sua determinação em combater todas as formas de tirania, opressão, dominação e segregação social, cultural ou religiosa, defender a independência nacional, respeitar e garantir os direitos humanos e os direitos fundamentais do cidadão, assegurar o princípio da separação de poderes na organização do Estado e estabelecer as regras essenciais da democracia pluralista, tendo em vista a construção de um país justo e próspero e o desenvolvimento de uma sociedade solidária e fraterna. A Assembleia Constituinte, reunida na sessão plenária de 22 de Março de 2002, aprova e decreta a seguinte Constituição da República Democrática de Timor-Leste: | ” |

## Estruturação
O texto oficial da constituição está redigido em duas versões linguísticas, em cada um dos idiomas oficiais do país, tétum e português, e  redigido em 170 artigos.
O texto constitucional timorense está organizado em sete partes:
- I. Princípios fundamentais
- II. Direitos fundamentais, direitos, liberdades e garantias
- III. Organização do poder político
- IV. Organização económica e financeira
- V. Defesa e segurança nacional
- VI. Garantia e revisão da constituição